# 周俐君
周俐君（1999年1月1日—）来自江西宜春宜丰，是一名中国女子跆拳道运动员，主攻57公斤级。

## 战绩
她在童年时期曾参加学校的运动会，成绩不俗。9岁（一说10岁）时，她进入江西省体校开始练习跆拳道。数年后，她成为北京体育大学跆拳道队的队员。
2019年世界跆拳道大满贯冠军系列赛总决赛上，她获得57KG级第一名，因此获得2021年东京奥运会的入场券。